# Municipio de Guthrie (Minnesota)
El municipio de Guthrie (en inglés: Guthrie Township) es un municipio ubicado en el condado de Hubbard en el estado estadounidense de Minnesota. En el año 2010 tenía una población de 555 habitantes y una densidad poblacional de 6,07 personas por km².

## Geografía
El municipio de Guthrie se encuentra ubicado en las coordenadas 47°16′58″N 94°50′1″O / 47.28278, -94.83361. Según la Oficina del Censo de los Estados Unidos, el municipio tiene una superficie total de 91.39 km², de la cual 90,42 km² corresponden a tierra firme y (1,06 %) 0,97 km² es agua.

## Demografía
Según el censo de 2010, había 555 personas residiendo en el municipio de Guthrie. La densidad de población era de 6,07 hab./km². De los 555 habitantes, el municipio de Guthrie estaba compuesto por el 94,41 % blancos, el 0,36 % eran afroamericanos, el 2,34 % eran amerindios, el 0,54 % eran asiáticos, el 0,36 % eran de otras razas y el 1,98 % eran de una mezcla de razas. Del total de la población el 0,36 % eran hispanos o latinos de cualquier raza.